# Fertilisation

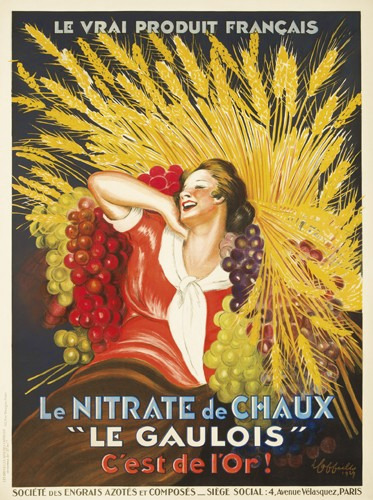
Nitrate de chaux Le Gaulois. 1927.

La fertilisation est le processus consistant à apporter à un milieu de culture, tel que le sol, les éléments nécessaires au développement de la plante et l’entretien ou l'amélioration de la vie du sol. Le fertilisant peut être spécifique engrais ou amendement. Il peut aussi être mixte engrais et amendement.
La fertilisation peut faire appel aux engrais pour le développement de la plante et aux amendements pour l'entretien et l'amélioration de la vie ou de la structure du sol. La fertilisation est pratiquée soit en agriculture, en jardinage, en maraichage et également en sylviculture.
Les objectifs finaux de la fertilisation sont d'obtenir une meilleure fertilité (richesse en humus et biodisponibilité en éléments minéraux) du milieu de culture et le meilleur rendement possible compte tenu des autres facteurs qui y concourent (qualité du sol, climat, apports en eau, potentiel génétique des cultures, moyens d'exploitation), ainsi que la meilleure qualité, au meilleur rendement et ce, au moindre coût dans le respect de l'environnement.

## Besoins des plantes
Pour se développer, les plantes utilisent de l'eau, de la lumière, du carbone, de l'oxygène et des éléments minéraux.
- L'air fournit le carbone (sous forme de CO2) et l'oxygène, qui sont fixés grâce à la photosynthèse. Il fournit également, pour certaines catégories de plantes (les légumineuses), l'Azote, qui sera rendu disponible par minéralisation par des organismes symbiotiques (Azotobacter).
- les éléments minéraux et l'eau sont fournis par le sol. Les principaux éléments minéraux utilisés sont l'azote, le phosphore, le potassium, le magnésium, le calcium et le soufre. Des éléments mineurs, dit oligo-éléments sont également nécessaires en quantité moindre : le fer, le manganèse, le zinc, le cuivre, le bore, le molybdène par exemple.

Les besoins de la plante évoluent au cours de son développement. Aux stades où ils sont nécessaires, les éléments minéraux doivent pouvoir être prélevés par la plante dans le sol. Ils doivent être disponibles en quantités suffisantes et sous une forme disponible. Si les éléments ne sont pas disponibles au moment nécessaire, la croissance de la plante sera limitée et le rendement final plus faible.
Dans le cas d'une plante se développant sur place et non récoltée, les éléments minéraux sont prélevés au cours de la croissance de la plante, mais restitués au sol lorsque la plante meurt. Il n'y a donc pas réellement de pertes d'éléments minéraux.

En revanche, lors de la culture d'une espèce à fins agricoles, une partie de la plante n'est pas restituée au champ (par exemple les grains du blé, voir la presque totalité de la plante dans le cas du maïs ensilage). Toute une partie des éléments minéraux prélevés dans le sol, ne le réintègrent pas, et ne sont ainsi pas disponibles pour la culture suivante. Les éléments nutritifs manquant pour les cultures ultérieures peuvent être apportés sous forme de produits fertilisants.
Afin de garantir à la fois une disponibilité suffisante pour la plante, et ne pas apporter plus que nécessaire (perte financière et risque écologique), il est utile de connaître exactement le montant exporté (c'est-à-dire utilisé) par la plante. C'est ce qu'on appelle un bilan d'exportation. Le montant exporté par la plante peut être intégralement compensé, par apport sous forme de fertilisant.

## Histoire des pratiques de fertilisation

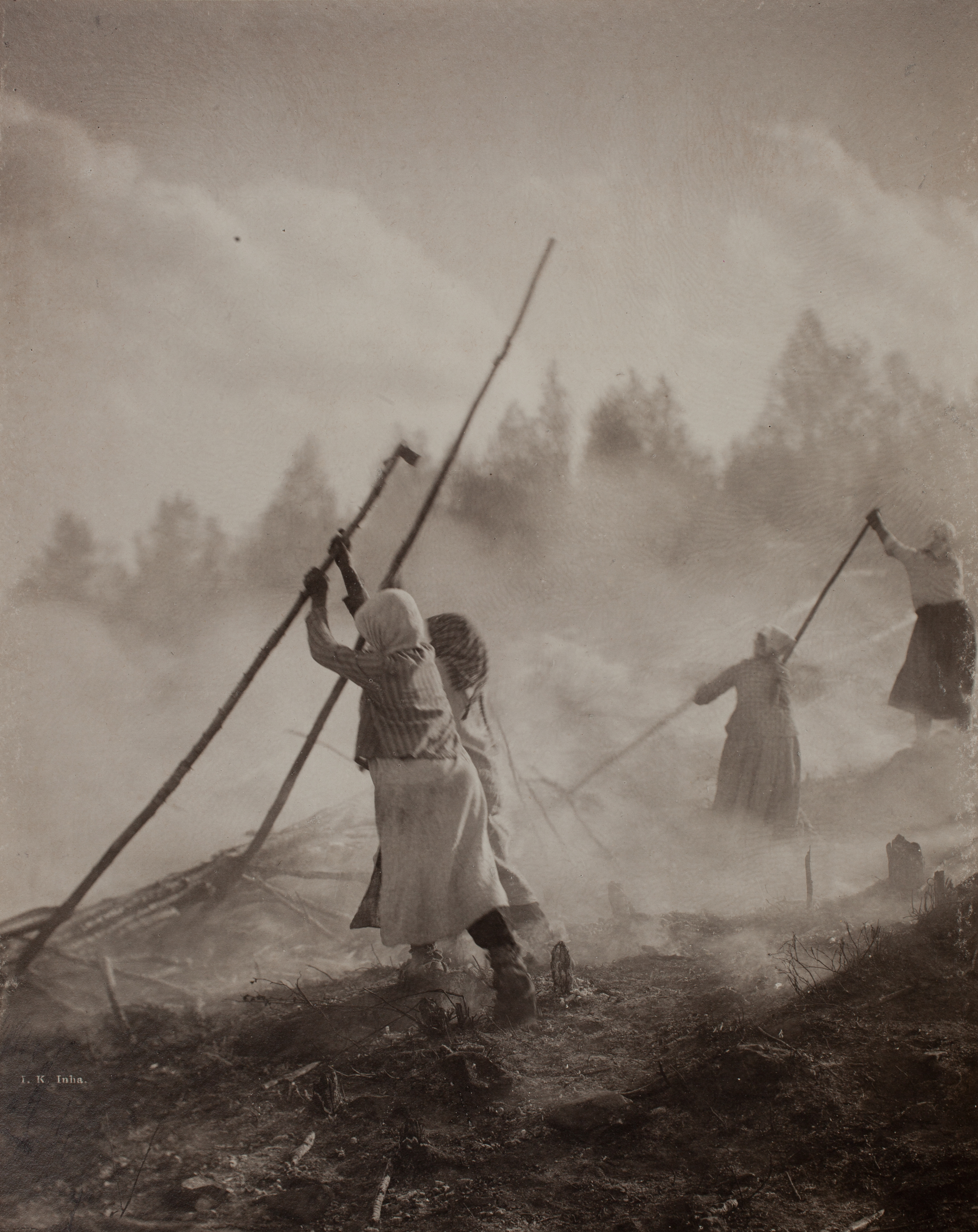
Culture sur brûlis en Finlande, en 1892.

Dans les premiers systèmes d'agriculture sur abattis-brûlis, la fertilité du sol est maintenue sans fertilisation, par une friche de longue durée qui permet le renouvellement de la fertilité par altération de la roche-mère et par fixation biologique (libre ou symbiotique) de l'azote atmosphérique.
Dans les systèmes agricoles, européens, de l'Antiquité jusqu'à la révolution agricole du XVIIIe siècle, la fertilisation résulte essentiellement de transferts de fertilité, réalisés soit depuis les forêts et les landes, par transfert de litières (étrepage), soit depuis les prairies et les zones de pâturages, par l'enfouissement des déjections du bétail. Dans un premier temps, la fertilisation par les déjections se réalise au moyen d'un parcage nocturne des animaux sur les terres en jachère, accompagné de labours fréquents afin de les enfouir.
Après la révolution agricole du XIIIe siècle et l'apparition de moyens de transport plus efficaces, le parcage nocturne est remplacé par la stabulation des animaux, dont les déjections sont collectées à l'étable (fumier), stockées et enfouies par labour au moment choisi.
Dans les zones littorales, le goémon a pu être utilisé comme fertilisant. L'utilisation de goémon se développe de manière importante au cours du XIXe siècle, ainsi que l'utilisation de guano, importé notamment d'Amérique du Sud. Le développement des transports a permis à cette époque leur importation et diffusion importante. Les ossements des catacombes de Sicile ou des champs de bataille seront également utilisés.
Dans la dernière moitié du XIXe siècle, se développent des pratiques de fertilisation minérale, à la suite des travaux de Liebig sur la nutrition des plantes. Elles concernent à cette époque principalement les engrais phosphatés. Les premières pratiques de fertilisation phosphatée se contentent de répandre des roches phosphatées broyées sur les sols. Apparaissent ensuite les superphosphates, issus d'une attaque chimique acide sur les roches phosphatées, qui donnent des engrais beaucoup plus solubles et assimilables par les plantes.
C'est également à cette époque que se développent les pratiques d'amendement (chaulage, marnage).
L'accès des matières fertilisantes, pondéreuses, dans les campagnes, n'aurait pas été permise sans le développement du réseau de chemins de fer à cette époque.
Au début du XXe siècle apparaissent les premiers engrais azotés minéraux, synthétisés par l'industrie chimique: sulfate d'ammonium en 1913, nitrate d'ammonium en 1917 (procédé Haber-Bosch), urée en 1922. Leur utilisation va surtout se développer après la Seconde Guerre mondiale : entre 1945 et 1960, l'utilisation d'engrais minéraux azotés est multipliée par 4 aux États-Unis.
Ce recours massif aux engrais minéraux s'accompagne de la construction d'un nouveau paradigme de gestion de la fertilité, dans lequel on souhaite gérer, à court terme, les stocks d'éléments minéraux solubles, en maximisant la quantité prélevée par la plante. Le sol est considéré comme un simple support de culture et les activités biologiques, ainsi que la matière organique, sont délaissées, sauf lorsqu'ils entrent en compétition avec la nutrition végétale (dénitrification, par exemple).
Dans les premiers temps, cette fertilisation était peu efficiente, et une grande partie des fertilisants était perdue par lixiviation, volatilisation (cas de l'ammonium), ou immobilisation sous forme de minéraux secondaires (cas du phosphore), conduisant notamment à des pollutions importantes des eaux,.
Cela conduit dans les années 1990 au développement de l'agriculture raisonnée puis de l'agriculture de précision,dont l'objectif est de déposer les fertilisants au bon endroit, au bon moment, en tenant compte de la fourniture de nutriments par le sol, afin d'avoir une efficience maximale de l'utilisation d'engrais. Cependant, les difficultés techniques et climatiques amènent très souvent les agriculteurs à épandre des doses d'azote supérieures au réel besoin de la culture. La quasi-totalité du territoire français dépasse les seuils de nitrate autorisés dans l'eau.
Voir aussi Fixation biologique de l'azote, Cycle de l'azote

## Éléments minéraux et exigence des plantes

### Azote

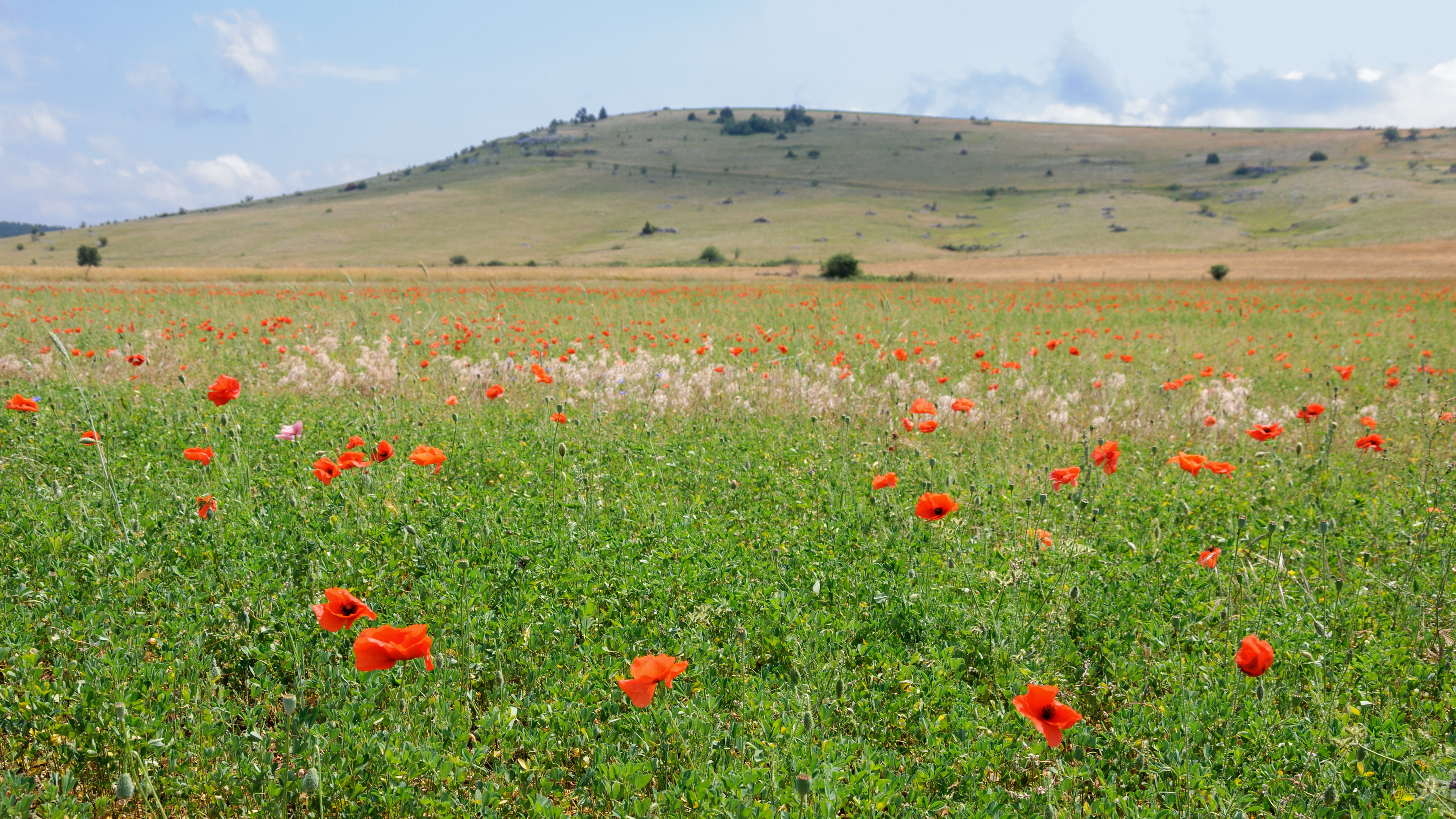
Champ de luzerne avec coquelicots messicoles (Lozère, France).

L'azote joue un rôle primordial dans le métabolisme des plantes. C'est le constituant numéro un des protéines, composants essentiels de la matière vivante. Il s'agit donc d'un facteur de croissance, mais aussi de qualité (teneur en protéines des céréales par exemple).
Les plantes, à l'exception des légumineuses (luzerne, trèfle, petit pois…), ne peuvent pas absorber l'azote sous sa forme gazeuse. L'azote devra donc être apporté par les fertilisants. En revanche, il ne sera pas nécessaire d'apporter des engrais azotés aux légumineuses.
Dans le sol, l'azote se trouve  sous forme organique (humus) ou minérale (ammonium NH4+, nitrate NO3-). L'azote organique provient des résidus des récoltes précédentes, d'engrais organiques, et doit être transformé par les bactéries présentes dans le sol en nitrates pour être utilisable par les plantes ; c'est ce qu'on appelle la minéralisation. L'essentiel de la nutrition azotée des plantes est assurée par les nitrates.
L'azote  sous forme d'ions nitrate, est un élément très soluble, peu retenu par le sol. Apporté en trop grande quantité, l'excédent est lessivé (dissous, puis emporté par l'eau circulant dans le sol) et donc perdu pour la plante. L'azote doit donc être apporté, autant que possible, juste avant son absorption par la plante, afin d'éviter le lessivage vers la nappe phréatique.
Par ailleurs, l'excès d'azote par temps froid et couvert, entraîne l'accumulation des nitrates dans la plante (par exemple, dans les pommes de terre). Or l'excès de nitrate dans le tissu végétal est néfaste pour la santé.
Ces particularités expliquent que son apport soit généralement annuel, voire fractionné. En fin d'hiver, il est important, avant toute fetilisation azotée, d'attendre le départ durable de la végétation, dont le moment est obtenu par la règle des 200° C jours cumulées pour un lieu donné.
Voir aussi Fixation biologique de l'azote | Cycle de l'azote | http://www.interactif-agriculture.org/pages/l-evolution-des-techniques/la-fertilisation.php[

### Potassium
Le potassium est mobile dans la plante. Il joue un rôle primordial dans l'absorption des cations, dans l'accumulation des hydrates des protéines, le maintien de la turgescence de la cellule et la régulation de l'économie en eau de la plante. C'est aussi un élément de résistance des plantes au gel, à la sécheresse et aux maladies. Il est essentiel pour le transfert des assimilats vers les organes de réserve (bulbes et tubercules). Pour ces raisons, il est particulièrement important pour les cultures de type pomme de terre, betteraves
Le potassium dans le sol se trouve uniquement sous forme minérale. Il provient soit de la décomposition de la matière organique et des minéraux du sol, soit des engrais.
Pour certains minéraux, la quantité présente dans le sol doit être supérieure à la quantité nécessaire ; en effet ils peuvent être présent dans le sol, mais non disponibles pour autant pour la plante. Le potassium est essentiellement retenu par l'humus ou l'argile (dans certains sols, il pourra donc être perdu en quantité importante par drainage).
Le potassium est souvent apporté en une seule fois, de façon irrégulière, en grande quantité, car il est stocké par le sol et libéré progressivement.
Les plantes très exigeantes en potassium sont la betterave ou la pomme de terre, alors que des plantes peu exigeantes sont le blé tendre, le blé dur, l'orge.

### Phosphore
Le phosphore intervient dans les transferts énergétiques (ATP), dans la transmission des caractères héréditaires (acides nucléiques), la photosynthèse et la dégradation des glucides. Cet élément est essentiel pour la floraison, la nouaison, la précocité, le grossissement des fruits et la maturation des graines.
Il se trouve dans le sol sous trois formes :
- une forme accessible, liée au complexe argilo-humique par le calcium et le magnésium ;
- une forme combinée : il est immobilisé, en partie, par les hydroxydes d'aluminium et de fer dans les sols acides (dans ce cas, il est nécessaire de chauler le sol pour le libérer) ;
- une forme insoluble : en sol calcaire, le phosphore peut être sous forme de phosphates de calcium, dont certains sont insolubles.

Seul le phosphore du complexe argilo-humique est rapidement disponible (0.2 à 1 kg de P2O5 par hectare). C'est donc un élément peu mobile dans le sol. Pour cette raison, il est préférable de le placer précisément là où les racines le prélèvent. Les risques de drainage sont très limités.
Les mycorhizes jouent souvent un rôle essentiel dans l'absorption du phosphore par la plante. Ces dernières en sécrétant des enzymes sont capables d'absorber un phosphore fixé par le sol (forme non assimilable par la plante directement) pour le transmettre ensuite à la plante en contrepartie de sucres provenant de la photosynthèse (symbiose racinaire). Les sols cultivés sont de moins en moins pourvus de mycorhizes (travail du sol, assolement, fongicides…).
Les plantes très exigeantes en phosphore sont la betterave, la pomme de terre, le colza, la luzerne. Les plantes peu exigeantes sont le blé tendre, le maïs grain, le soja, le tournesol, l'avoine, le seigle. Certains stades sont plus sensibles au manque de phosphore que d'autres : le stade de tallage pour les céréales, le stade de 4 à 10 feuilles pour le maïs par exemple.

### Magnésium
Le magnésium est un constituant de la chlorophylle et joue donc un rôle important dans la photosynthèse. Cependant, il est surtout destiné à améliorer la structure du sol (et non pas tant à « nourrir » la plante). Il est plutôt apporté sous forme d'amendements.

### Calcium

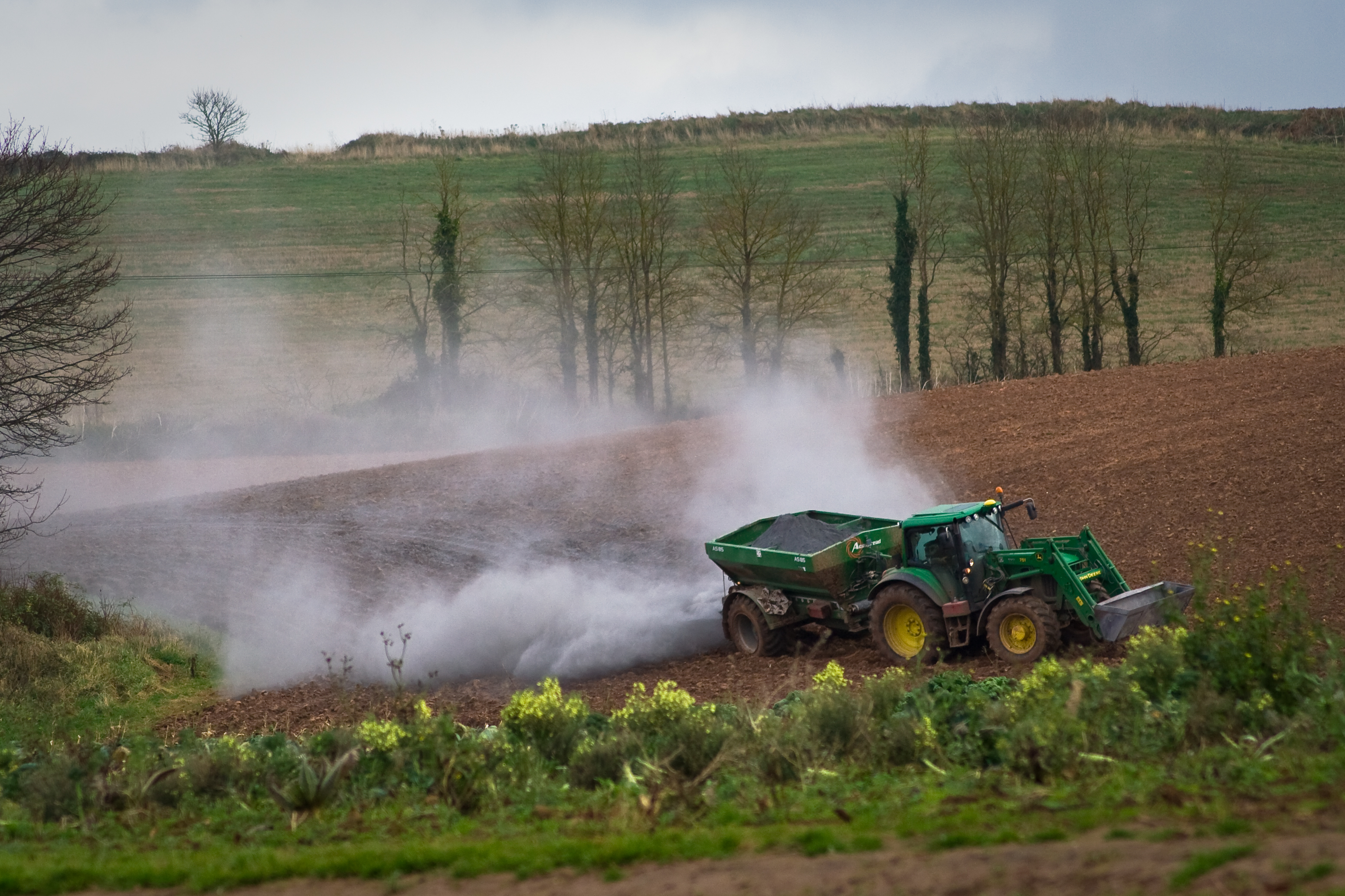
Chaulage mécanisé en agriculture, Devonshire.

Le calcium est important dans la structure du sol et est indispensable à la nutrition des plantes pour lesquelles il joue deux rôles : rôle de structure et rôle métabolique. Il est apporté sous forme d'amendement.

### Soufre
Le soufre est nécessaire à la croissance des plantes. Il est un constituant des acides aminés. Il joue un rôle essentiel dans le métabolisme des vitamines. L'alimentation des plantes en soufre s'effectue essentiellement à partir des sulfates, les racines absorbant les ions SO4 présents dans le sol. Il est responsable de l'odeur et de la saveur de certaines plantes (ail, oignon,chou).
Le soufre est surtout utile à certaines cultures comme les crucifères (colza, choux, moutarde), les liliacées (ail, poireau, oignon). On insiste fréquemment sur la nécessité de respecter un rapport entre S et N à tout moment du cycle végétatif. Par exemple, pour l'orge, le rapport S/N recommandé est de 1 pour 3 pour la plante complète et 1 pour 4 pour le grain. Pour le blé, ces deux rapports sont de 1 pour 2,5. Pour le colza, le rapport est de 1 pour 0,8 pour la plante entière, et de 1 pour 0,9 pour le grain (le colza est une plante particulièrement riche en soufre).
D'une façon générale, le soufre n'est que peu fixé dans les sols ; il peut donc y avoir risque de perte par drainage.
Le soufre peut être fourni par le fumier (en moyenne 1,25 unité de SO3 par tonne), ou des engrais minéraux, tels que le sulfate d'ammoniaque  (60 % de SO3), le superphosphate de chaux simple (plus de 27 % de SO3) et le sulfate de potasse (45 % de SO3).
Le soufre est exprimé en SO3 (anhydride sulfurique) sur les étiquettes d'engrais conformément à la réglementation. Même si la plupart du soufre apporté aux cultures l'est sous forme sulfate (SO42-), il existe d'autres formes de soufre comme le thiosulfate ou le soufre minéral (S). Seule la forme Sulfate est directement assimilable par la plante et soluble dans la solution du sol. Les autres formes devront s'oxyder sous l'action des bactéries du sol pour se rendre biodisponible, elles auront des propriétés agronomiques différentes (effet réducteur, action acidifiante…)

### Chlore
Le chlore est considéré comme indispensable aux plantes à des degrés divers. Si pour certaines plantes, sa teneur suffisante est très basse, ce qui en fait un oligo-élément, pour d'autres il représente un élément majeur (en particulier des plantes adaptées aux zones côtières). Parmi les plantes cultivées, ce cas se rencontre chez le cocotier, palmier tropical qui a besoin de grosses quantités de chlore pour assurer le bon fonctionnement de ses stomates.
Le chlore n'est pas un élément fixé dans le sol, mais il arrive en permanence sur les plantes et sur le sol par les aérosols, d'autant plus que l'on est proche de la mer. Il est apporté également par des engrais tels le chlorure de potassium, voire le sel marin (chlorure de sodium) épandu dans certains cas dans les cocoteraies.

### Oligo-éléments
Les oligo-éléments sont plus rarement apportés. Il peut parfois cependant exister des carences spécifiques, en fonction des types de sol ou de la composition des aérosols. Par exemple, de nombreuses forêts auvergnates souffrent d'un manque de bore. On a vu le cas du chlore, qui peut être soit un oligo-élément soit un élément majeur (par exemple chez le cocotier). Il existe au sein de l'agriculture mondiale des exemples de carences en cuivre, en zinc, en fer (quand le fer est bloqué dans les sols très calcaires), en manganèse, en bore (déjà cité).
Les rendements de la canne à sucre comme celle du riz (et de certaines autres cultures) peuvent être obérés par le manque de Si assimilable dans les sols. En culture de canne, on y remédie en apportant du ciment « reformé ».
En maintes cultures aussi le SO4 est un élément essentiel pour l'obtention de hauts rendements. Les exportions en SO4 peuvent attendre 40 kg/ha/an. La suppression de S dans le carburant des voitures dans des pays développés a obligé à inclure des engrais à S dans leur plan de fumure.
En maintes cultures visant des hauts rendements il faut aussi corriger la carence en Ca et Mg; notamment les sols de type ferrallitique et podzolique. Dans d'autres de leur teneur en Zn, etc.
Dans des régions où certains oligo-éléments font défaut dans les sols les populations pratiquant(par nécessité) une agriculture biologique peuvent souffrir de carences minérales.

## Bilan d'import-export des éléments nutritifs
En agriculture, un bilan nutritif est la différence existant entre la quantité d'éléments nutritifs fournie par la matière organique (après minéralisation) et les engrais et la quantité d'éléments nutritifs enlevée par la culture ou perdue, par exemple par l'érosion ou le drainage. Un calcul très précis du bilan est difficile à établir, d'autant plus qu'il doit tenir compte d'un objectif de rendement qui ne sera pas forcément respecté, mais un calcul approximatif peut suffire pour indiquer si la quantité d'engrais appliquée est trop faible ou trop élevée.
Pour éviter l'appauvrissement des sols, il est nécessaire de compenser les prélèvements faits par la culture et les pertes dues par exemple au lessivage.
En pratique, un bilan global consiste à estimer, le plus précisément possible, le montant nécessaire pour assurer le niveau de récolte souhaité et le montant théoriquement disponible. La balance de ces deux valeurs indique le niveau de fertilisation à apporter. En résumé, l'agriculteur cherche à apporter ni trop, ni pas assez.

### Bilan d'exportation
Le bilan d'exportation consiste à estimer, le plus précisément possible, la quantité d'un élément utilisé par une culture, et non restituée au sol. C'est une technique qui peut être utilisée dans les différents types d'agriculture durable (telle que l'agriculture raisonnée ou l'agriculture biologique) comme dans l'agriculture classique.
Par exemple, pour une récolte de blé, on estime la quantité d'azote contenu dans chaque quintal de grain, pour une récolte d'ensilage de maïs, il s'agit de la quantité contenue dans une tonne de matière sèche de plante récoltée.
Ainsi, on peut, par exemple, estimer que le blé nécessite environ 3 kg d'azote par quintal de grains produit. Pour un champ de blé donnant un rendement de 80 quintaux par hectare, on évalue donc la quantité totale d'azote nécessaire par hectare à 3*80 = 240 unités d'azote. Ce montant constitue un maximum de ce qui doit être apporté sous forme d'azote.
Ce montant de 3 kg d'azote par unité de production, est bien évidemment différent pour chaque culture, en fonction de l'espèce, de la variété et de l'objectif de rendement accessible. Pour le blé par exemple, cette valeur peut varier de 2,5 à 3,5 selon les variétés, ce qui peut se traduire par une grosse différence en termes d'apport.
On ajoute aux exportations, le montant perdu par drainage ou pertes gazeuses par exemple.

### Bilan des importations
Il consiste à estimer en début de campagne, le montant qui est ou sera disponible. Il s'agit essentiellement du reliquat restant de la campagne précédente, des apports issus de la minéralisation (c'est-à-dire la transformation de matière organique en élément minéral disponible), typiquement des apports de fumier, les pailles issues de la précédente culture, les retournements d'anciennes prairies), voire les apports par eau d'irrigation.

## Bénéfices de la fertilisation
La fertilisation est indispensable pour améliorer les rendements. Elle doit être correctement évaluée pour se situer à l'optimum économique. Il existe en effet, si l'on observe l'évolution du rendement en fonction de la dose d'élément fertilisant apportée, un seuil technique au-delà duquel le rendement diminue par effet de toxicité (surdose) et un seuil économique, inférieur au précédent, au-delà duquel le gain supplémentaire ne couvre plus le coût additionnel. Ce seuil est délicat à évaluer car le rendement dépend d'autres facteurs moins bien maîtrisés, notamment en culture de plein champ, comme la pluviométrie.
Néanmoins, un niveau de fertilisation adapté est nécessaire pour obtenir le niveau de production permis par le potentiel génétique d'une espèce donnée. Les progrès dans ce domaine se situent surtout dans les méthodes de diagnostic (analyses des sols, analyses des plantes, par exemple diagnostic foliaire), dans la compréhension des interactions entre les éléments minéraux, le sol et les plantes, et dans les techniques de fertilisation de manière à répondre le plus précisément possible, compte tenu des contraintes techniques et économiques, aux besoins des plantes en croissance tout en limitant les effets sur le milieu naturel.
Le développement de la fertilisation a été un des éléments clés de la révolution agricole. Si dans les pays occidentaux, on a probablement atteint un seuil de saturation, le niveau de fertilisation est encore nettement insuffisant dans la plupart des pays du tiers monde.

## Risques écologiques
Une fertilisation excessive, notamment en azote minéral soluble, peut entraîner une pollution des eaux de surface, voire des nappes phréatiques.
En surface, azote (nitrates, nitrites) et phosphore (phosphates), qui proviennent aussi des effluents d'élevage, des eaux usées urbaines et des rejets de certaines industries, peuvent provoquer dans les cours d'eau une prolifération d'algues qui, à terme provoque une asphyxie des cours d'eau (plus d'oxygène) et donc entraînerait la « mort » des cours d'eau si faune et flore venaient à disparaître. Ce phénomène est mieux connu sous le nom d'eutrophisation.
Voir le cas du fleuve Saint-Laurent

## Matériel utilisé en fertilisation
- Distributeur d'engrais pendulaire
- Distributeur d'engrais centrifuge
- Localisateur d'engrais
- Localisateur enfouisseur d'engrais (avec microgranulateur pour l'ultralocalisation[14])
- Épandeur de fumier
- Épandeur de fumier Agrospir